# HMS Hunter (1936)
HMS Hunter (Корабль Его Величества «Хантер») — британский эскадренный миноносец типа H. Построен для Королевского флота в 1936 году. Во время Гражданской войны в Испании обеспечивал морскую блокаду воюющих сторон. В ходе патрулирования у берегов Испании подорвался на мине. Взрыв серьёзно повредил корпус, однако корабль остался на плаву и был отбуксирован для ремонта, длившегося около полутора лет. В первые месяцы Второй мировой войны Hunter участвовал в поисках немецких рейдеров, действовавших в Атлантическом океане. В феврале 1940 года вернулся в Англию, после чего принял участие в Норвежской кампании. 10 апреля 1940 года потоплен германскими эсминцами в первой битве за Нарвик.

## Служба
Заказан 13 декабря 1934 года. Заложен 27 марта 1935 года на верфи Swan Hunter & Wigham Richardson в Уоллсенде, Англия. Спущен на воду 25 февраля 1936 года, завершён 30 сентября. Стоимость постройки составила, за вычетом казённого имущества, 253 167 фунтов. Взятый в казну корабль зачислили во 2-ю флотилию эсминцев Средиземноморского флота Великобритании. Прибывший к месту службы эсминец был направлен на патрулирование вод вблизи Испании, где тогда шла гражданская война.

### Гражданская война в Испании
13 мая 1937 года Hunter нёс патрульную службу неподалёку от Альмерии. Эсминец лежал в дрейфе, котёл № 1 находился под парами, № 3 — в состоянии пятнадцатиминутной готовности. В 14:15 корабль сотряс мощный взрыв, сорвавший с фундамента котёл № 1 и бросивший его вперёд к правому борту. Взрыв мины, на которую наскочил корабль, привёл к быстрому затоплению двух котельных отделений (полностью вышла из строя главная энергетическая установка (ГЭУ) корабля, имевшая линейную схему), носовых погребов боезапаса и части топливных цистерн, кроме того, отказала рация. Эсминец накренился на правый борт, затем, приняв 900 тонн воды, выпрямился, но погрузился носом на 5,65 м и кормой — на 3,36 м.
Потерявший ход Hunter был отбуксирован на чистую воду республиканским эсминцем Lazaga. Мина, повредившая Hunter, была установлена несколькими неделями ранее торпедными катерами националистов Falange и Requeté. С чистой воды Hunter был отбуксирован в Альмерию однотипным HMS Hyperion. На следующий день лёгкий крейсер HMS Arethusa увёл повреждённый корабль в Гибралтар, где с 15 мая по 18 августа эсминцу был сделан срочный ремонт. По завершении срочного ремонта Hunter отбуксировали на Мальту, где он ремонтировался до 10 ноября 1938 года, после чего корабль вновь включили во 2-ю флотилию. С 24 июня по 4 июля 1939 года на эсминце провели ремонт машин. В середине августа Hunter ушёл в Плимут на модернизацию, завершившуюся 27 августа.

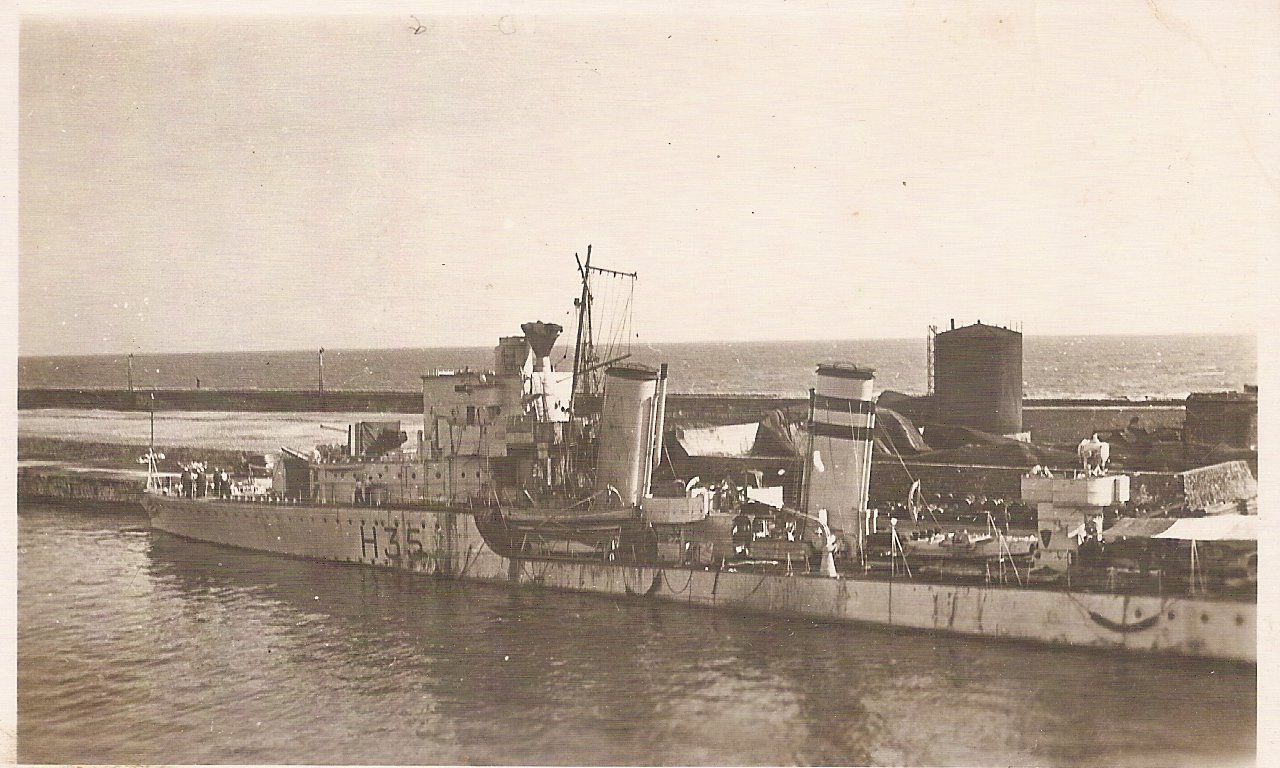
H.M.S. Hunter на Мальте 31 мая 1937 г. для ремонта после подрыва на мине в Испании

После этого случая линейное расположение котельно-турбинной установки начало подвергаться ожесточенной критике. Возможность полной потери хода в результате одного попадания торпеды, бомбы или крупного снаряда заставила кораблестроителей многих стран пересмотреть свои взгляды на обеспечение живучести боевых судов. Однако комиссия Адмиралтейства, изучавшая повреждения корабля, в целом оценило конструкцию корабля положительно. Прочность корпуса и переборок оказалась удовлетворительная. Нарекания вывали лишь недостаточная ударостойкость механизмов и приборов, которая не зависит от схемы энергетической установки.

### Вторая мировая война
Начало войны застало Hunter на пути во Фритаун (Сьерра-Леоне). Корабль был включён в состав сил, занимавшихся поиском германских рейдеров, действовавших в Атлантике. В конце октября его отправили на Североамериканскую и Вест-Индскую станцию, где он и находился до февраля 1940 года. В феврале корабль ушёл к Британским островам и прибыл в Фалмут для переоборудования. Работы были завершены 9 марта, а 17 марта эсминец вновь присоединился ко 2-й флотилии, бывшей в то время частью Хоум-флита и базировавшейся на Скапа-Флоу на Оркнейских островах.

Схема первого морского боя у Нарвика

6 апреля Hunter вместе с другими кораблями флотилии вышел в море в составе охранения, обеспечивавшего прикрытие минных постановок в районе Вестфьорда. Мины должны были осложнить поставки шведской руды из норвежского Нарвика в Германию. Заграждение было выставлено ранним утром 8 апреля незадолго до начавшегося немецкого вторжения в Норвегию. Выполнившие задачу эсминцы присоединились к кораблям охранения линейного крейсера HMS Renown.
10 апреля, в ходе первого сражения за Нарвик, Hunter и четыре однотипных ему эсминца 2-й флотилии атаковали немецкие эсминцы, на которых днём ранее в Нарвик были доставлены оккупационные немецкие части. В условиях плохой видимости четыре эсминца во главе с лидером флотилии HMS Hardy прошли Офотфьорд для внезапной атаки гавани Нарвика. HMS Hotspur и HMS Hostile поначалу остались у входа во фьорд, а Hunter последовал за Hardy в гавань, где выпустил все свои восемь торпед по стоящим там судам и кораблям. Одна из торпед взорвалась в районе носового машинного отделения немецкого эсминца Z22 Anton Schmitt. Осуществив налёт, британские эсминцы пошли к выходу из фьорда, однако на обратном пути встретились с пятью немецкими эсминцами. В узком фьорде завязался жаркий бой. Два немецких эсминца разрезали строй британцев и открыли огонь по головному Hardy, подожгли его и вынудили выскочить на мель. На Hunter, вдруг ставший первым, обрушился шквал огня, и он стал быстро терять скорость. В довершение бед сзади налетел Hotspur, временно потерявший управление из-за двух попаданий. При попытке освободиться Hunter перевернулся. 107 моряков погибли и ещё пятеро умерли от ран позднее. Немецкие эсминцы подобрали 46 человек, которые 13 апреля были переданы Швеции.

## Обнаружение обломков
5 марта 2008 года обломки HMS Hunter были обнаружены норвежским кораблём Tyr и отмечены как военное захоронение в память о моряках, погибших вместе с эсминцем. 8 марта над местом залегания обломков прошла траурная церемония с участием британских и норвежских кораблей.

## Влияние на советскую программу строительства эсминцев
Подрыв на мине британского эсминца побудил советское руководство пересмотреть планы постройки эсминцев проекта 7. Через три месяца после происшествия в Москве было собрано совещание Комитета обороны, на котором присутствовал Сталин. Информация об инциденте вызвала у советского руководства обеспокоенность: эсминцы проекта 7 имели такое же (линейное) расположение котельно-турбинной установки и также могли быть выведены из строя одним удачным попаданием. Кроме того, опасения вызвало то, что в районе энергетической установки находились погреба боезапаса зенитной артиллерии. Советский проект был назван «вредительским», 14 спущенных эсминцев приказали переделать, а остальные — разобрать на стапелях. В результате по проекту 7 в строй вступили 28 кораблей, 6 были разобраны, 19 достраивались по проекту 7У.